# Sunshine Stars FC
Sunshine Stars Football Club is een Nigeriaanse voetbalclub uit Akure. De club komt uit in de Nigeriaanse Premier League. De wedstrijden worden gespeeld in het Akure Gemeenschapsstadion, dat plaats biedt aan 15.000 toeschouwers.

## Bekende en prominente (oud-)spelers
- Kunle Odunlami
- Godfrey Oboabona
- Razak Omotoyossi
- John Owoeri
- Kabiru Akinsola Olarewaju

Abia Warriors · 
ABS FC · 
Akwa United · 
El Kanemi Warriors · 
Enugu Rangers · 
Enyimba · 
Gombe United · 
Ifeanyi Uba · 
Kano Pillars · 
Katsina United · 
Lobi Stars · 
MFM · 
Nasarawa United · 
Niger Tornadoes · 
Plateau United · 
Remo Stars · 
Rivers United · 
Shooting Stars · 
Sunshine Stars · 
Warri Wolves · 
Wikki Tourists